# Un luth constellé de mélancolie
Un luth constellé de mélancolie (titre original : The Lonely Songs of Laren Dorr) est une nouvelle de George R. R. Martin, parue pour la première fois en mai 1976 dans le magazine Fantastic. Elle est incluse dans le recueil original Des astres et des ombres (Songs of Stars and Shadows), regroupant neuf histoires de Martin, publié en juillet 1977. 
Elle est traduite et publiée une première fois en français sous le titre Comme un chant de lumière triste dans l'anthologie Le Livre d'or de la science-fiction : Le Monde des chimères aux éditions Pocket (no 5112) en juin 1981 puis dans le recueil paru en avril 1983 aux éditions J'ai lu dans une nouvelle traduction sous le titre actuel. Elle figure également dans le recueil R.R.étrospective (GRRM: A RRetrospective), publié en septembre 2003.